# Shigeto Ichinohe
Shigeto Ichinohe (* 7. April 1980) ist ein ehemaliger japanischer Skispringer.

## Werdegang
Ichinohe startete mit nur 13 Jahren bei der Nordischen Skiweltmeisterschaft 1993 zu seinem ersten internationalen Wettkampf. Beim Springen von der Großschanze der Lugnet-Schanzen im schwedischen Falun erreichte er Rang 55 und lag daher weit abgeschlagen hinter der Weltspitze um die Teams aus Norwegen, Tschechien und Österreich. Von der Normalschanze trat er nicht an. Es dauerte mehr als fünf Jahre, bis Ichinohe erneut international in Erscheinung trat. Im Rahmen des Skisprung-Continental-Cups erreichte er in der Saison 1998/99 nur drei Continental-Cup-Punkte beim Springen auf der Miyanomori-Schanze in Sapporo und damit Rang 127 der Gesamtwertung.

## Erfolge

### Continental-Cup-Platzierungen
| Saison  | Platz | Punkte |
| ------- | ----- | ------ |
| 1998/99 | 127.  | 03     |